# Affaire des meurtres de masse de Dharmasthala
 (juillet 2025).

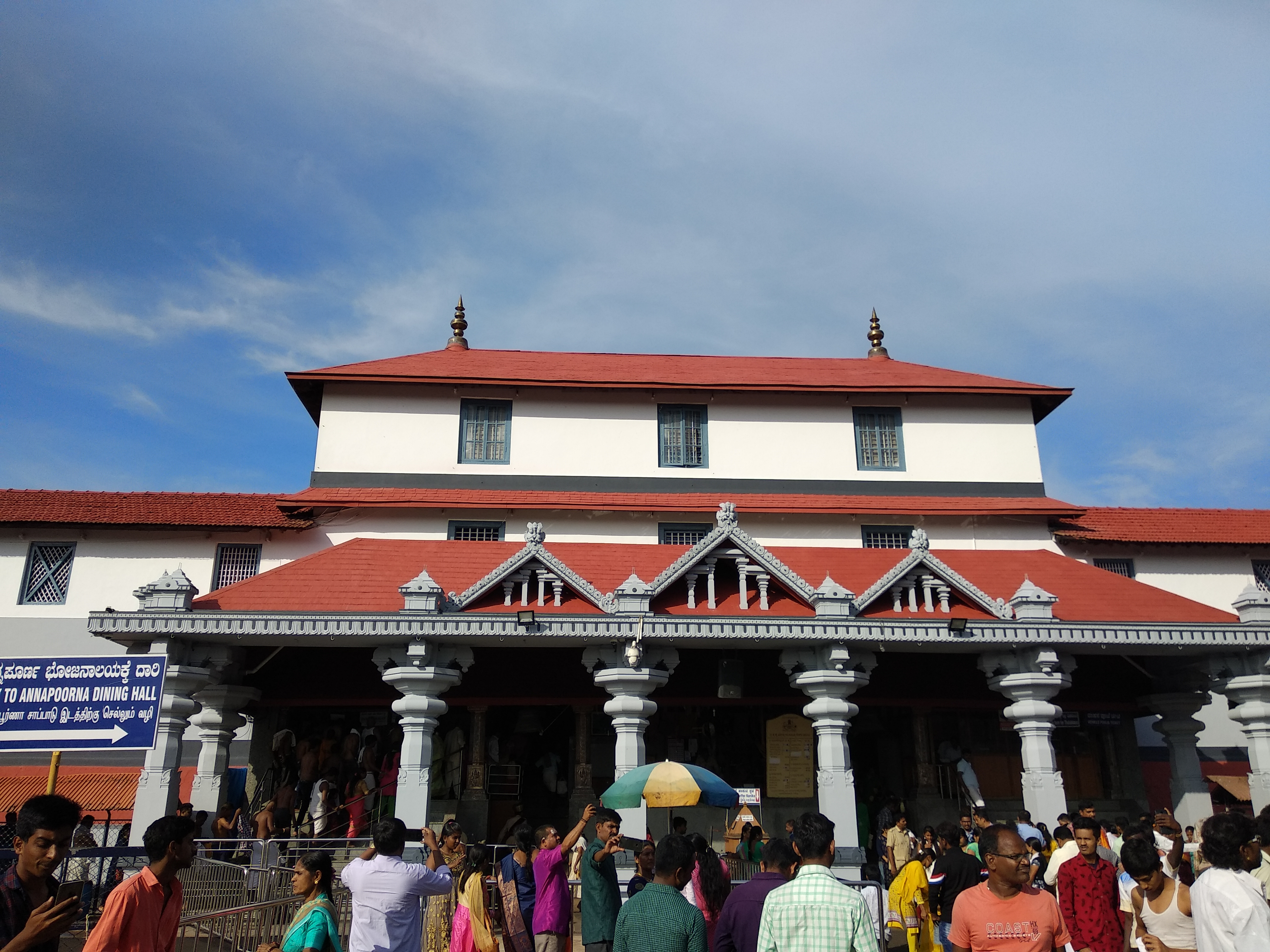
Temple de Dharmasthala

L' affaire des meurtres de masse de Dharmasthala est une enquête en cours sur des allégations de meurtre, de viols avec torture et de charniers au temple de Dharmasthala dans la ville indienne de Dharmasthala, dans l'État du Karnataka.

## Contexte
Le temple de Dharmasthala est le théâtre de protestations menées par des familles locales et des groupes politiques concernant des violences sexuelles, meurtres, disparitions et de charniers où seraient enfouis les corps depuis les années 1980. Selon Al Jazeera, ces manifestations ont souvent été réprimées par des personnalités politiques. De nouvelles manifestations ont eu lieu en 2012 suite au viol et au meurtre non élucidés de Sowjanya, une adolescente de 17 ans ; sa famille a affirmé que l'agresseur était lié à la direction du temple,.
En juin 2025, un Dalit de 48 ans qui travaillait auparavant comme agent d'entretien au temple de Dharmasthala a déclaré avoir été contraint d'enterrer des centaines de corps entre 1995 et 2014 , sous la menace de mort. L'homme, dont l'identité a été protégée par un tribunal, se cachait depuis 12 ans. Il a déclaré que les victimes, parmi lesquelles une écolière et une victime d'attaque à l'acide âgée de 20 ans, avaient été enterrées le long de la rivière Netravathi et que de nombreux corps de femmes portaient des traces de strangulation.
Les plaintes ont déclenché une vaste controverse. La pression de l'indignation publique et la controverse ont abouti à une enquête policière. Une enquête de police a été ouverte le 4 juillet. Le plaignant a obtenu une protection policière le 10 juillet. Le 11 juillet ont été fournis les restes d'un corps qu'il a dit avoir exhumé personnellement. La mère d'Ananya Bhat, qui a disparu lors d'un voyage universitaire en 2003, a déclaré qu'elle pensait que sa fille pourrait être parmi les victimes,,.
Dharmasthala n'avait pas de poste de police jusqu'en 2016.

## Enquête
Des experts juridiques et militants ont critiqué l'enquête, jugeant l'investigation peu transparente et trop restreinte,, des familles de victimes dénonçant l'omerta autour de Dharmasthal. Un tribunal a accordé une injonction demandée par un proche de la direction du temple qui demandait la suppression de plus de 8 800 articles sur les allégations. La police a nié les informations des médias suggérant que certains officiers avaient demandé à être exclus de l'enquête.
Selon l'activiste des droits de l'homme et avocat S. Balan, il y a eu au moins 367 cas de personnes disparues ou décédées à Dharmasthala,.
Le ministre en chef du Karnataka, Siddaramaiah, a déclaré que le gouvernement agirait strictement dans le respect des procédures légales et qu'aucune pression n'influencerait ses décisions. L'enquête est en cours et les autorités s'efforcent de faire toute la lumière sur ces allégations,.